# Panurgus acutus
Panurgus acutus är en biart som beskrevs av Patiny 2002. Panurgus acutus ingår i släktet fibblebin, och familjen grävbin. Inga underarter finns listade i Catalogue of Life.